# 犯罪手法
作案手法（Modus operandi，常用為縮寫M.O. 或者更簡單 Method）是一個拉丁詞彙，能大略翻譯為「動作模式（mode of operation）」。它的複數形，則是 modi operandi。這個詞彙被執法單位用來指稱犯罪的特定模式、規則，及罪犯的特徵，也就是常見的「作案手法」一詞。在詐欺犯罪的調查中，不同類型的詐欺會涉及特定的犯罪模式，即它們有不同的 M.O.。

## 其他用法
也常用於某人勞動的方法或習性，功能或動作的方式。
一個罪犯的 MO 也能用於罪犯側寫上，用以探索犯罪者的心理狀態。
MO 與 signature 的差別在於它們的意圖。被認為有著 MO 的一致性行為至少具有以下之一的意圖：
- 確保犯罪者成功完成犯罪
- 預防被認出身分或保護犯罪者身分
- 幫助或影響犯罪者脫逃

在調查案件時，發現與至少以上之一相關的動作或行為，就可以說是 MO。

## 註
1. ↑  .   [2008-10-12]. （原始内容存档于2015-04-16）.
2. ↑  .   [2008-10-12]. （原始内容存档于2020-08-02）.